# Borland Graphics Interface
Pour les articles homonymes, voir BGI.
Le Borland Graphics Interface, mieux connu sous le sigle BGI, sont des pilotes graphiques destinés aux compilateurs Turbo C, Turbo C++ et Turbo Pascal édités à la fin des années 1980 et au début des années 1990. Chaque mode graphique avait son pilote (CGA, EGA/VGA en 16 couleurs, mode MCGA en 256 couleurs).